# Emil Naetsch
Emil Friedrich Wilhelm Naetsch (Dresden, 29 de julho de 1869 – Dresden, 25 de novembro de 1946) foi um matemático alemão, professor da Universidade Técnica de Dresden.

## Formação e carreira
Naetsch estudou de 1888 a 1890 em Dresden e em seguida até 1893 em Leipzig e em 1894 em Paris. Obteve um doutorado em 1894 na Universidade de Leipzig. Em 1903 foi professor na Universidade Técnica de Dresden. Em novembro de 1933 assinou a Declaração dos Professores Alemães por Adolf Hitler.

## Obras
- Zur Theorie der homogenen linearen Differentialgleichungen mit doppeltperiodischen Koefficienten (1894)
- Theorie der elliptischen Funktionen (1913)